# Триндади-э-Мартин-Вас
Триндади-э-Мартин-Вас (порт. Arquipélago de Trindade e Martim Vaz) — группа островов вулканического происхождения в Атлантическом океане. Принадлежат Бразилии, штат Эспириту-Санту. Открыты в 1502 году португальским мореплавателем Жуаном ди Нова. Необитаемы.

## География

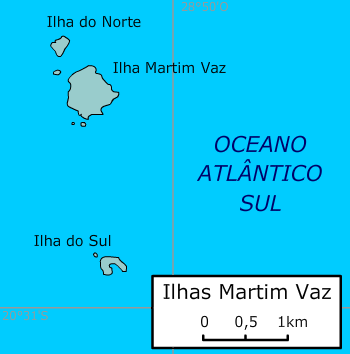
Карта островов Мартин-Вас.

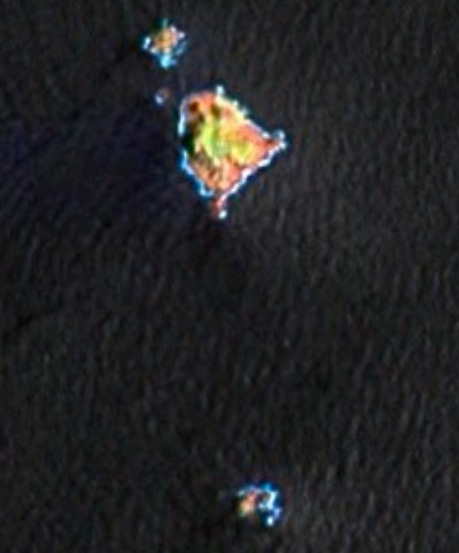
Спутниковый снимок островов Мартин-Вас.

Архипелаг состоит из пяти отдельных островов:
- Остров Триндади (Ilha Trindade), площадь — 10,1 км², высота 620 метров. (20°31′30″ ю. ш. 29°19′30″ з. д.HGЯO)
- Острова Мартин-Вас (Ilhas de Martim Vaz), площадь — 0,3 км². (20°30′00″ ю. ш. 28°51′00″ з. д.HGЯO)
  - Северный остров (Ilha do Norte), 300 метров к север-северо-западу от острова Рача (Мартин-Вас), высота 75 метров. (20°30′00″ ю. ш. 28°51′00″ з. д.HGЯO)
  - Остров Рача (Мартин-Вас) (Ilha da Racha), 175 метров вблизи северо-западного окончания. Берега усеяны валунами. (20°30′18″ ю. ш. 29°20′42″ з. д.HGЯO)
  - Рочедо да Ангульа (Rochedo da Angulha), плоская круговая скала в 200 метрах к северо-западу от острова Рача (Мартин-Вас), высота 60 метров.
  - Южный остров (Ilha do Sul), 1600 метров к югу от острова Рача (Мартин-Вас), скалистые вершины. Южный остров — самая восточная точка Бразилии. (20°31′00″ ю. ш. 28°51′00″ з. д.HGЯO)

## Триндади
Триндади — небольшой островок, находящийся примерно в 1200 км от побережья Бразилии (в 740 милях восточнее города Витория). От берега материка тянется полоса гайотов и подводных гор, которые затем уходят дальше на восток на несколько сотен километров, иногда поднимаясь над водой в виде скалистых утесов. Площадь острова Триндади 10,1 км², но это всего лишь малая часть гигантского подводного вулканического конуса, который поднимается над абиссалью с глубины около 5 км. Если к этому добавить 600 м, выступающие над водной поверхностью, то в результате абсолютная высота конуса приблизится к высоте самых больших на земле вулканов. Возраст надводной части вулкана всего 2 млн лет. Окрестные гайоты и подводные горы изучены ещё недостаточно, но их плоские вершины свидетельствуют о том, что они когда-то, возможно в третичном периоде, могли располагаться близко у морской поверхности. Не исключено, что такая же судьба ждёт и сам Триндади, если возобновится вулканическая деятельность.

### История
Триндади — легендарный остров Ассенцао, открытый в 1502 году португальским мореплавателем Жуаном ди Нова и в течение трёх столетий служивший предметом поисков многих путешественников.
В 1700 году Триндади был захвачен англичанами, которым впоследствии пришлось уступить его португальцам. Последние основали там поселение, существовавшее ещё в 1785 году во время посещения его Лаперузом. Это поселение, бесполезное и требовавшее больших затрат, вскоре было заброшено.
В 1893 году американский авантюрист Джеймс Харден-Хикки, прибывший на Тринидади, объявил о создании Княжества Тринидад, провозгласив себя князем.
В июле 1895 года британцы захватили власть на островах, который имел стратегически важное положение в Атлантическом океане. Джеймс Харден-Хикки был вынужден покинуть Триндади и Мартин-Вас. После этого он тщетно пытался добиться возврата власти, в том числе, привлекая к посредничеству США.
Затем Бразилия добилась признания своего суверенитета над островами. Сейчас на них находится небольшая бразильская военно-морская база.

### Интересные факты
По одной из версий, именно здесь пират Бенито Бонито спрятал сокровища, награбленные в церквях Лимы. Однако существование этих сокровищ представляется чрезвычайно сомнительным.
Остров является местом одного из самых известных наблюдений НЛО, которое удалось запечатлеть на фотоплёнку. 16 января 1958 года в 12.15 корабль «Адмирал Салданья» стоял на якоре у южного побережья Триндади и готовился к отплытию в Рио-де-Жанейро. 48 человек из экипажа корабля и пассажиров увидели НЛО, приближающийся к острову. Другие исследователи ставят под сомнение подлинность этих фотографий.